# Joseph Friedrich Josenhans
Joseph Friedrich Josenhans (* 9. Februar 1812 in Stuttgart; † 25. Dezember 1884 in Leonberg) war ein evangelischer Missionar und Inspektor der Basler Mission.

## Leben
Josenhans war das elfte Kind des Leonberger Kaufmanns Friedrich Josenhans (1769–1850), der zu den Gründern der Württembergischen Bibelanstalt gehörte, und Friederike, geb. Haller (1780–1842), Tochter eines Hutmachers. Von 1825 bis 1829 besuchte er die Klosterschule in Blaubeuren. Anschließend studierte er an der Universität Tübingen, wo unter anderem Sixt Karl Kapff und Wilhelm Hofacker zu den Kommilitonen gehörten, mit denen er sich im theologischen Stift regelmäßig zu einem pietistischen Kreis traf. Nach Abschluss der theologischen Prüfung leistete Josenhans von 1834 bis 1836 kirchlichen Vorbereitungsdienst als Lehrer am christlichen Gymnasium in Stetten. Danach war er als Hilfsprediger in Stuttgart und Vikar in Backnang tätig. Von 1836 bis 1838 war er Repetent am Tübinger Stift und von 1839 bis 1849 als Diakon in Winnenden, wo auch die örtliche Heilanstalt für psychisch Kranke zu seinem seelsorgerischen Aufgabenbereich gehörte. 1840 heiratete Josenhans in Backnang Maria (1816–1881), Tochter des Generalsuperintendenten von Heilbronn Friedrich von Geß (1787–1844) und Schwester des Theologen Wolfgang Friedrich Geß. Sie bekamen drei Söhne und vier Töchter.
Im März 1849 kam Josenhans zur Basler Mission, wo er zunächst den bisherigen Inspektor Wilhelm Hoffmann unterstützte, bis dieser im Folgejahr als Professor nach Tübingen ging. Dann übernahm Josenhans die alleinige Leitung der Basler Mission, die er bis 1879 innehatte. Zum Wirkungsbereich der Mission gehörten Westafrika, Indien und China. 1851/1852 besuchte Josenhans als Visitator das indische Missionsgebiet, wobei er Erfahrungen sammelte, die sich auf seine weitere Leitungstätigkeit in Basel auswirken. Er vertrat danach eine streng zentralistische Missionsorganisation, die einerseits für geordnete Abläufe sorgte, sich andererseits aber negativ auf die selbständige Entwicklung der einheimischen Christen auswirkte. Er regelte durch Verordnungen unter anderem das Verhältnis der einzelnen Missionare, Stationen und Missionsdistrikte zueinander wie auch zum Komitee der Gesellschaft, führte eine Liturgie und Gemeindeordnung ein, organisierte das Schulwesen und die Ausbildung einheimischer Prediger. Er ordnete eine Kirchensteuer an und regelte auch wirtschaftliche Belange der Missionsgebiete. In Basel ließ er zwei Kinderheime für Kinder der Missionare einrichten, sorgte für ein neues Missionshaus (1860) und die Gründung einer Invaliden- und Witwenkasse. Josenhans beeinflusste darüber hinaus die Erziehung und Ausbildung hunderter angehender Missionare, wobei er insbesondere Wert legte auf Gehorsam gegenüber Vorgesetzten, Pflichtbewusstsein und Durchhaltevermögen trotz widriger Umstände unter Zurückstellung persönlicher Interessen.
Aus gesundheitlichen Gründen trat Josenhans 1879 von seinem Amt zurück und zog nach Stuttgart, im Frühjahr 1884 dann nach Leonberg, wo er nach mehreren Schlaganfällen im selben Jahr starb.

## Werke (Auswahl)
- Ueber Frauen-Vereine zu leiblicher und geistiger Versorgung armer, verlassener und berufloser Jungfrauen und Wittwen. Steinkopf, Stuttgart 1844.
- Die Herrlichkeit Jesu Christi, des Sohnes Gottes. Biblische Betrachtungen. Eine Sammlung zerstreuter Gedenkblätter. Verlag von Ad. Liesching & Comp., Stuttgart 1846.
- Bilder aus der Missionswelt. Für die deutsche Jugend. J. Scholz, Mainz 1856.
- Missionsliederbuch: für die Missionsgemeinde und die Arbeiter auf dem Missionsfelde. Verlag der Missionsbuchhandlung, Basel 1879.
- Ausgewählte Reden. (herausgegeben von Sohn Cornelius Josenhans) Verlag der Missionsbuchhandlung, Basel 1886.